# Grammatophyllum wallisii
Grammatophyllum wallisii är en orkidéart som beskrevs av Heinrich Gustav Reichenbach. Grammatophyllum wallisii ingår i släktet Grammatophyllum och familjen orkidéer.
Artens utbredningsområde är Filippinerna. Inga underarter finns listade i Catalogue of Life.